# Escandolières
 Escandolières  (en occitano Las Candolièiras) es una población y comuna francesa, situada en la región de Mediodía-Pirineos, departamento de Aveyron, en el distrito de Rodez y cantón de Rignac.

## Demografía
| 384 | 324 | 298 | 272 | 254 | 224 |
| Para los censos de 1962 a 1999 la población legal corresponde a la población sin duplicidades (Fuente: INSEE [Consultar]) |     |     |     |     |     |